# 1973 na música

## Eventos
- 13 de Janeiro - A banda Aerosmith lança o seu primeiro álbum, com o mesmo nome da banda.
- 14 de Janeiro - Aloha from Hawaii: Via Satellite, o primeiro show de música via satélite - Elvis Presley no Havaí.
- 26 de Janeiro - O Deep Purple lança seu sétimo álbum, Who Do We Think We Are.
- 30 de Janeiro - A Banda de Rock n' Roll KISS entra em ativa com seu primeiro show em um clube chamado "Popcorn".
- 24 de Março - O Pink Floyd lança o seu oitavo e mais aclamado álbum, The Dark Side of the Moon.
- 28 de Março - O Led Zeppelin lança seu quinto álbum, Houses of the Holy.
- 12 de Abril - David Bowie lança seu sexto álbum, Aladdin Sane. No mesmo ano, ele lançou, também, o álbum Pin Ups, que continha cover de outros artistas.
- 18 de Maio - A banda Yes lança o seu primeiro álbum gravado ao vivo, Yessongs.
- 30 de Maio - Jean Michel Jarre grava Les Granges Brulées.
- 13 de Julho - A banda de rock britânica Queen lança seu álbum de estreia, intitulado Queen
- Agosto - Secos e Molhados lançam seu primeiro disco.
- 5 de Outubro - É lançada neste ano o disco do músico britânico Elton John Goodbye Yellow Brick Road.
- 12 de Outubro - A banda Genesis lança seu quinto álbum, Selling England by the Pound.
- Novembro - Surge uma das maiores bandas de Hard Rock/Heavy Metal o AC/DC.
- 1 de Dezembro - É editado Sabbath Bloody Sabbath, quinto álbum de estúdio do Black Sabbath.
- 7 de Dezembro - É lançado o álbum Band on the Run, da banda de Paul McCartney, Wings. Em 1974, foi o álbum mais vendido no ano.
- Lançamento da música "Metamorfose Ambulante", composta por Raul Seixas no álbum Krig-ha, Bandolo!.

## Nascimentos
| Data            | Nome                | Profissão                                         | Nacionalidade  | Observações | Ref |
| --------------- | ------------------- | ------------------------------------------------- | -------------- | ----------- | --- |
| 8 de Janeiro    | Sean Paul           | cantor                                            | Jamaica        |             |     |
| 20 de Janeiro   | Luciano Camargo     | cantor, membro da dupla Zezé di Camargo & Luciano | Brasil         |             |     |
| 27 de Janeiro   | Cassiane            | cantora                                           | Brasil         |             |     |
| 29 de Janeiro   | Soraya Moraes       | cantora, compositora e escritora                  | Brasil         |             |     |
| 1 de Fevereiro  | Yuri Landman        | luthier e musicólogo                              | Países Baixos  |             |     |
| 2 de Fevereiro  | Latino (cantor)     | cantor                                            | Brasil         |             |     |
| 11 de Fevereiro | Varg Vikernes       | músico                                            | Noruega        |             |     |
| 7 de Março      | Sébastien Izambard  | cantor                                            | França         |             |     |
| 12 de Março     | Luciano Leindecker  | baixista do Cidadão Quem                          | Brasil         | m. 2014     |     |
| 11 de Março     | Samuel Reoli        | baixista dos Mamonas Assassinas                   | Brasil         | m. 1996     |     |
| 17 de Março     | Caroline Corr       | cantora                                           | Irlanda        |             |     |
| 2 de Abril      | Regis Danese        | cantor e compositor                               | Brasil         |             |     |
| 2 de abril      | Roselyn Sánchez     | modelo, cantora e atriz (cinema e televisão)      | Porto Rico     |             |     |
| 5 de abril      | Pharrell Williams   | cantor, compositor, rapper, produtor, baterista   | Estados Unidos |             |     |
| 13 de Abril     | Sabotage            | rapper                                            | Brasil         | m. 2003     |     |
| 16 de Abril     | Akon                | cantor                                            | Estados Unidos |             |     |
| 28 de Abril     | Alex Ibarra         | Ator e Cantor                                     | México         |             |     |
| 30 de abril     | Jeff Timmons        | cantor e produtor                                 | Estados Unidos |             |     |
| 17 de Maio      | Josh Homme          | músico                                            | Estados Unidos |             |     |
| 29 de Maio      | Bebo Norman         | cantor                                            | Estados Unidos |             |     |
| 31 de Maio      | Marcelo Falcão      | músico, vocalista e compositor da banda O Rappa   | Brasil         |             |     |
| 16 de Junho     | Davi Moraes         | guitarrista da banda de Maria Rita                | Brasil         |             |     |
| 21 de junho     | Juliette Lewis      | atriz e cantora                                   | Estados Unidos |             |     |
| 5 de Julho      | Róisín Murphy       | cantora, compositora e produtora                  | Irlanda        |             |     |
| 5 de Julho      | Daniel Gildenlöw    | guitarrista e vocalista                           | Suécia         |             |     |
| 7 de Julho      | Luciano Nassyn      | cantor e músico, ex-integrante do Trem da Alegria | Brasil         |             |     |
| 22 de Julho     | Jaime Camil         | Ator e Cantor                                     | México         |             |     |
| 15 de Agosto    | Adam "Atom" Willard | baterista                                         | Estados Unidos |             |     |
| 17 de Agosto    | Dexter              | rapper                                            | Brasil         |             |     |
| 22 de Agosto    | Howie Dorough       | cantor                                            | Estados Unidos |             |     |
| 3 de setembro   | MC Frontalot        | rapper                                            | Estados Unidos |             |     |
| 16 de Setembro  | Marcelo Aguiar      | cantor, compositor e ator                         | Brasil         |             |     |
| 18 de Setembro  | Japinha             | baterista                                         | Brasil         |             |     |
| 18 de Setembro  | Ami Onuki           | cantora                                           | Japão          |             |     |
| 18 de setembro  | James Marsden       | ator e cantor                                     | Estados Unidos |             |     |
| 16 de Outubro   | Wagner Duarte       | cantor de pagode, ex-vocalista do Karametade      | Brasil         |             |     |
| 24 de outubro   | Madlib              | DJ, rapper, multi-instrumentista, produtor        | Estados Unidos |             |     |
| 6 de Novembro   | Dudu Nobre          | cantor e compositor                               | Brasil         |             |     |
| 10 de Novembro  | Afro-X              | rapper                                            | Brasil         |             |     |
| 7 de Dezembro   | Damien Rice         | cantor                                            | Irlanda        |             |     |
| 8 de Dezembro   | Corey Taylor        | cantor                                            | Estados Unidos |             |     |
| 16 de Dezembro  | Mariza              | fadista                                           | Portugal       |             |     |

## Mortes
| Data            | Nome                       | Profissão                          | Nacionalidade  | Observações | Ref |
| --------------- | -------------------------- | ---------------------------------- | -------------- | ----------- | --- |
| 31 de janeiro   | Evaldo Braga               | cantor e compositor                | Brasil         | n. 1945     |     |
| 17 de fevereiro | Pixinguinha                | músico e compositor                | Brasil         | n. 1897     |     |
| 17 de março     | Monsueto Campos de Menezes | cantor e compositor                | Brasil         | n. 1924     |     |
| 26 de março     | Noël Coward                | compositor e dramaturgo            | Reino Unido    | n. 1899     |     |
| 29 de maio      | P. Ramlee                  | cantor e compositor                | Malásia        | n. 1929     |     |
| 11 de julho     | Agostinho dos Santos       | cantor e compositor                | Brasil         | n. 1932     |     |
| 13 de julho     | Cyro Monteiro              | cantor e compositor                | Brasil         | n. 1913     |     |
| 15 de setembro  | Víctor Jara                | músico                             | Chile          | n. 1932     |     |
| 20 de setembro  | Jim Croce                  | cantor e compositor                | Estados Unidos | n. 1943     |     |
| 9 de Outubro    | Sister Rosetta Tharpe      | cantora, compositora e guitarrista | Estados Unidos | n. 1915     |     |
| 22 de outubro   | Pablo Casals               | violoncelista e maestro            | Espanha        | n. 1876     |     |